# Ozdobnice čínská
Ozdobnice čínská (Miscanthus sinensis) je travina rostoucí přirozeně ve východní Asii, nejvíce v Číně, Japonsku a v Koreji.

## Popis
Bylina, trvalka rostoucí do výšky 0,8–2 m (vzácně 4 m). Listy jsou 18–75 cm dlouhé a 0,3–2 cm široké. Květy červenavé, vyrůstají nad listy. Kvete v červenci až srpnu.[zdroj?]

## Pěstování
Preferuje slunečné polohy a propustné vlhké živné půdy, ale snese většinu běžných půd i bez zálivky. Množí se semeny či dělením trsů. Vlivem silných dešťů, nebo během zimy se trs může rozklesávat, někdy se preventivně svazuje, vhodné je také seřezání na nižší výšku.[zdroj?]

## Použití
Je široce rozšířena jako okrasná rostlina v teplých regionech celého světa. V části Severní Ameriky je vedena jako invazní druh. Bylo vyšlechtěno několik kultivarů - 'Stricta' s vertikálními listy, 'Variegata' s bílými okraji listů a 'Zebrina' se světlými příčnými pruhy.[zdroj?]

### Kultivary
Kultivary se liší především zbarvením listů a růstem.
- Miscanthus sinensis 'Dronning Ingrid'
- Miscanthus sinensis 'Gracillimus' velmi dekorativně obloukovitě převislé listy
- Miscanthus sinensis 'Malepartus'
- Miscanthus sinensis 'Morning Light'
- Miscanthus sinensis 'Variegatus'
- Miscanthus sinensis 'Zebrinus'

## Galerie

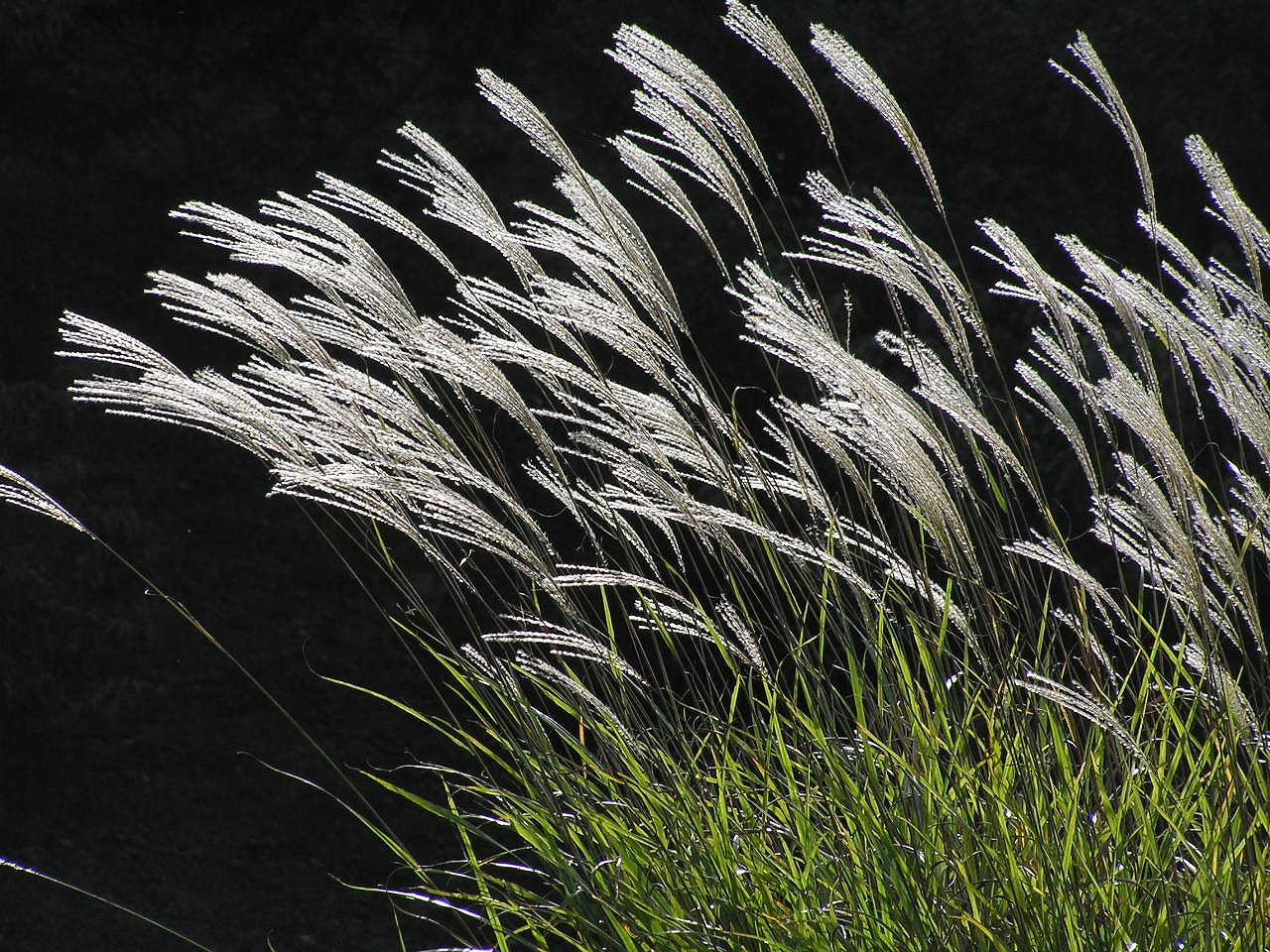
Kvetoucí ozdobnice čínská
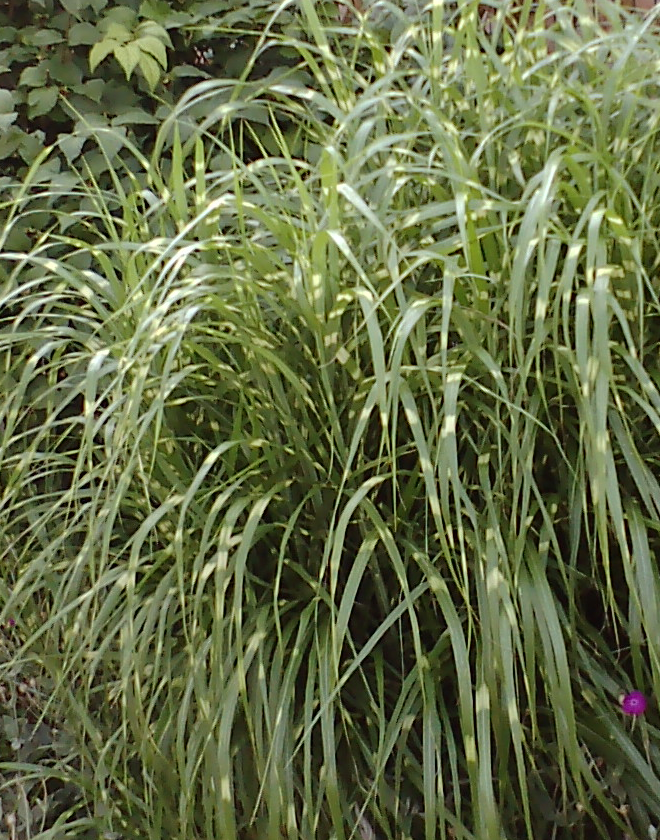
Příčně pruhované listy kultivaru 'Zebrinus'
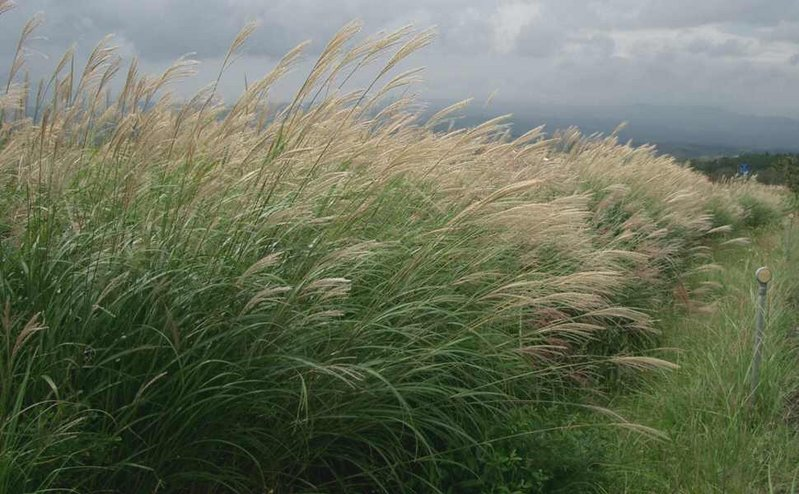
Ozdobnice čínská v Japonsku